# Tahuantinsuyo
Tahuantinsuyo (en grafia tradicional) o Tawantin Suyu (en la nova ortografia quítxua) és el nom donat pels inques al seu imperi. Literalment significa "les quatre parts del món" o "les quatre províncies del món" en quítxua. Cada una d'aquestes regions rebia un nom particular:
- Chinchaisuyu: les regions septentrionals.
- Collasusyu: les regions meridionals.
- Antisuyu: les regions orientals.
- Cuntisuyu: les regions occidentals.

Vegeu també: Imperi Inca.